# Guilhofrei
Guilhofrei es una freguesia portuguesa del concelho de Vieira do Minho, con 11,40 km² de superficie y 2800 habitantes (2001). Su densidad de población es de 101,2 hab/km².